# Operophtera pygmaeata
Operophtera pygmaeata là một loài bướm đêm trong họ Geometridae.